# Schizomus perplexus
Espèce
Synonymes
- Notozomus perplexus (Gravely, 1915)

Schizomus perplexus est une espèce de schizomides de la famille des Hubbardiidae.

## Distribution
Cette espèce est endémique du Sri Lanka,. Elle se rencontre vers Polunnaruwa.

## Description
Le mâle mesure 3,5 mm et la femelle 3,0 mm.

## Publication originale
- Gravely, 1915 : Notes on Pedipalpi in the collection of the Indian Museum. V. Tartarides collected by Mr. B.H. Buxton in Ceylon and the Malay Peninsula. Records of the Indian Museum, vol. 11, p. 383-386 (texte intégral).